# Gianlino Baschirotto
Gianlino Baschirotto (Montagnana, 15 agosto 1914 – Vicenza, 1986) è stato un militare e aviatore italiano, pilota di grande esperienza della Regia Aeronautica, fu l'unico aviatore italiano a potersi fregiare due volte del titolo di asso dell'aviazione, conquistati durante la guerra civile spagnola e nella seconda guerra mondiale..

## Biografia
Nacque a Montagnana il 15 agosto 1914, attratto dal mondo dell'aviazione fin da giovane conseguì la licenza di pilota presso il locale aeroclub di Campoformido.
Si arruolò volontario nella Regia Aeronautica, frequentando il Corso Sottufficiali. Nel 1935 conseguì il brevetto di pilota militare sull'aeroporto di Aviano, venendo assegnato successivamente all'88ª Squadriglia, 6º Gruppo, del 1º Stormo Caccia Terrestre basato sull'aeroporto di Campoformido. Nei primi mesi del 1936 operò brevemente in seno alla 15ª Squadriglia da bombardamento Caproni del neocostituito 6º Stormo, ritornando quindi al suo reparto di origine. 
Nell'agosto 1936 partì volontario per la guerra di Spagna, partecipando a numerose missioni belliche volando a bordo dei caccia Fiat C.R.32. Inquadrato nella 2ª Squadriglia del XVI Gruppo Caccia “La Cucaracha” dell'Aviazione Legionaria basata sull'aeroporto di Tablada, operò a fianco di celebri piloti tra cui il sottotenente Adriano Mantelli, il sottotenente Giuseppe Cenni e il sergente Bruno di Montegnacco.
Usando il nome di copertura "Eduardo Giri", conseguì l'abbattimento di 5 aerei, a cui vanno aggiunti altre 6 vittorie ottenute in collaborazione con altri piloti. Per il coraggio dimostrato in terra iberica venne insignito di due medaglie d'argento al valor militare e una medaglia di bronzo al valor militare, ottenendo nel 1938, al suo rientro in Italia, la promozione a sergente maggiore in servizio permanente effettivo per merito di guerra.
Durante la seconda guerra mondiale combatté nei cieli di Malta, del Mediterraneo centrale e dell'Africa settentrionale dove riceve la promozione a maresciallo. Il 25 maggio 1942 ormai maresciallo pilota, volando a bordo di un caccia Aermacchi C.202 Folgore, abbatte due caccia inglesi Curtiss P-40 Tomahawk nella stessa missione, venendo decorato con la Croce di Ferro di II classe direttamente dalle mani del Feldmaresciallo tedesco Erwin Rommel a Martuba. Il 10 giugno conseguì una nuova "doppietta" abbattendo due caccia Hawker Hurricane nello stesso giorno. Dopo la battaglia di el Alamein, dal dicembre 1942 eseguì da Pantelleria e poi da Decimomannu, estenuanti missioni di scorta al traffico aereo per la Tunisia e di scorta agli aerosiluranti sull'Algeria, volando a bordo del nuovissimo caccia Aermachi C.205 Veltro. Alla data dell'armistizio dell'8 settembre 1943 vantava ulteriori 6 aerei abbattuti in 292 missioni, oltre a 3 vittorie in collaborazione, decorato con altre due Medaglie d'argento al valor militare ottenute “sul Campo”.
Nel 1947, dopo la lunga pausa seguita alla dichiarazione dell'armistizio, venne richiamato in servizio nell'Aeronautica Militare Italiana preso il 1º Stormo basato sempre a Campoformido. Promosso al grado di sottotenente per meriti di guerra, fu tra i primi piloti della neonata formazione acrobatica, creata poco dopo la fine della guerra, equipaggiata con il caccia Supermarine Spitfire Mk.IX. Rimase in servizio nell'Aeronautica Militare fino al 1970, avendo modo di pilotare anche velivoli a reazione come i cacciabombardieri De Havilland Vampire, Republic F-84G Thunderjet e Republic F-84F Thunderstreak di produzione statunitense. Si ritirò dal servizio col il grado di colonnello, spegnendosi a Vicenza nel 1986. Secondo la sua volontà venne sepolto nel cimitero della sua città natale, dove gli è stata intitolata la locale aviosuperficie, inaugurata nel 1999.

## Vittorie
Durante la Guerra civile spagnole e il secondo conflitto mondiale il maresciallo Gianlino Baschirotto ottenne complessivamente 11 vittorie confermate, e 9 in compartecipazione.
| Nr | data              | compagnia               | aereo                   | avversario             | località                         |
| 1  | 13 settembre 1936 | 2ª Escuadrilla de Caza  | Fiat C.R.32             | Nieuport-Delage NiD-52 |                                  |
| 2  | 13 novembre 1936  | 2ª Escuadrilla de Caza  | Fiat C.R.32             | Polikarpov I-15        |                                  |
| 3  | 4 dicembre 1936   | 2ª Escuadrilla de Caza  | Fiat C.R.32             | Polikarpov R-5         | cielo dell'aeroporto di Torrijos |
| 4  | 17 luglio 1937    | 25ª Escuadrilla de Caza | Fiat C.R.32             | Polikarpov I-16        | cielo di Madrid                  |
| 5  | 25 luglio 1937    | 25ª Escuadrilla de Caza | Fiat C.R.32             | Polikarpov I-16        |                                  |
| 6  | 25 maggio 1942    | 88ª Squadriglia         | Aermacchi C.202 Folgore | Curtiss P-40           |                                  |
| 7  | 25 maggio 1942    | 88ª Squadriglia         | Aermacchi C.202 Folgore | Curtiss P-40           |                                  |
| 8  | 10 giugno 1942    | 88ª Squadriglia         | Aermacchi C.202 Folgore | Hawker Hurricane       | tra Bir Hakeim e El Adem         |
| 9  | 10 giugno 1942    | 88ª Squadriglia         | Aermacchi C.202 Folgore | Hawker Hurricane       | tra Bir Hakeim e El Adem         |
| 10 | 31 gennaio 1943   | 88ª Squadriglia         | Aermacchi C.202 Folgore | Bristol Beaufighter    |                                  |
| 11 | 20 aprile 1943    | 88ª Squadriglia         | Aermacchi C.205 Veltro  | Supermarine Spitfire   | 35 km ad ovest di Pantelleria    |

### Annotazioni
1. ↑  Fu uno dei primi nove piloti a giungere a Vigo, in Spagna, al comando del tenente Dante Oliviero, un sardo di Iglesias. Ne facevano parte i sottotenenti Giorgio Franceschi e Adriano Mantelli, ed i sergenti Raffaele Chianese, Achille Buffali, Raul Galli, Bruno di Montegnacco e Giovanni Vivarelli.
2. ↑  L'asso dei "Tuffatori" nella 2ª Guerra Mondiale, insignito di Medaglia d'oro al valor militare.
3. ↑  Asso dell'Aviazione Legionaria, insignito di Medaglia d'oro al valore aeronautico alla memoria.
4. ↑  L'ultimo, un caccia Supermarine Spitfire, il 20 aprile 1943.
5. ↑  Lo storico dell’aviazione Giovanni Massimello ha scritto di lui: Con la morte di Gian Lino Baschirotto scompare uno dei grandi piloti della vecchia scuola, quella in cui al grande coraggio, si accoppiava una straordinaria sensibilità naturale.
6. ↑  Sei in Spagna e 3 nella seconda guerra mondiale.

### Fonti
1. ↑  Garello 2007, p. 48.
2. 1 2 3  Massimello, Apostolo 2012, p. 56.
3. ↑  Tale reparto era considerato all'epoca una vera e propria “università del volo”, dove le doti di ogni pilota venivano valutate prima di entravi a far parte.
4. 1 2 3 4 5  Logoluso 2013, p. 11.
5. ↑  Massimello, Apostolo 2012, p. 94.
6. ↑  Gustavsson, Slongo 2009, p. 86.